# Jozo Stanić
Jozo Stanić Augsburg, 6 april 1999) is een Kroatisch-Duits voetballer, die doorgaans speelt als centrale verdediger. In juli 2018 stroomde hij door uit de jeugdopleiding van FC Augsburg.

## Clubcarrière
Stanić begon zijn voetballoopbaan bij de jeugd van FC Stätzling en TSV Schwaben Augsburg. In 2014 maakte hij de overstap naar FC Augsburg alwaar hij in het seizoen 2018/19 de overstap maakte naar het eerste elftal. Op 10 februari 2019 maakte hij zijn debuut in de Bundesliga. Van coach Manuel Baum mocht hij twee minuten voor tijd Daniel Baier komen vervangen. De wedstrijd werd met 4–0 verloren van Werder Bremen.

## Clubstatistieken
| Seizoen | Club        | Competitie | Competitie | Competitie | Beker | Beker | Internationaal | Internationaal | Totaal | Totaal |
| Seizoen | Club        | Competitie | Wed.       | Dlp.       | Wed.  | Dlp.  | Wed.           | Dlp.           | Wed.   | Dlp.   |
| ------- | ----------- | ---------- | ---------- | ---------- | ----- | ----- | -------------- | -------------- | ------ | ------ |
| 2018/19 | FC Augsburg | Bundesliga | 1          | 0          | —     | —     | —              | —              | 1      | 0      |
| 2019/20 | FC Augsburg | Bundesliga | 9          | 0          | —     | —     | —              | —              | 9      | 0      |
| Totaal  | Totaal      | Totaal     | 10         | 0          | 0     | 0     | 0              | 0              | 10     | 0      |

## Interlandcarrière
Stanić werd in 2015 opgeroepen voor een wedstrijd van Duitsland U16. In de periode 2016/17 speelde hij 4 wedstrijden voor de U19 van Kroatië.